# Badr al-Din Hilali
Badr al-Din Hilali fou un poeta persa d'origen turc nascut a Astarabad, que va viure al final del segle XV i al segle xvi. Era sunnita però fou acusat de ser un heretge xiïta. Va deixar un diwan i un grup de composicions poètiques.